# Star Trek III: Spock nyomában
A Star Trek III: Spock nyomában (eredeti cím: Star Trek III: The Search for Spock) (Paramount Pictures, 1984) a harmadik tudományos-fantasztikus mozifilm, amely a népszerű Star Trek televíziós sorozat szereplőire épül. A Star Trek II: Khan haragja közvetlen folytatása.

## A szereplők
| Szerep                                   | Színész           | Magyar hangja (1. szinkron) |
| ---------------------------------------- | ----------------- | --------------------------- |
| James T. Kirk admirális, kapitány        | William Shatner   | Szersén Gyula               |
| Spock elsőtiszt, tudományos tiszt        | Leonard Nimoy     | Rajhona Ádám                |
| Dr. Leonard McCoy hajóorvos              | DeForest Kelley   | Dobránszky Zoltán           |
| Montgomery Scott főgépész                | James Doohan      | Láng József                 |
| Hikaru Sulu kormányos                    | George Takei      | Felföldi László             |
| Pavel Chekov navigátor, tudományos tiszt | Walter Koenig     | Cs. Németh Lajos            |
| Uhura kommunikációs tiszt                | Nichelle Nichols  | Zsolnai Júlia               |
| Janice Rand                              | Grace Lee Whitney | Nincs szövege               |
| Sarek nagykövet                          | Mark Lenard       | Velenczey István            |
| David Marcus                             | Merritt Butrick   | Lippai László               |
| Saavik hadnagy                           | Robin Curtis      | Kiss Erika                  |
| Kruge klingon parancsnok                 | Christopher Lloyd | Gruber Hugó                 |
| Morrow admirális                         | Robert Hooks      | Rosta Sándor                |
| Styles kapitány                          | James B. Sikking  | Kristóf Tibor               |
| J.T. Esteban kapitány                    | Phillip R. Allen  | Ujréti László               |
| Maltz klingon első tiszt                 | John Larroquette  | Uri István                  |
| Torg klingon másod tiszt                 | Stephen Liska     | N/A                         |
| T’Lar papnője                            | Judith Anderson   | Lóránd Hanna                |

## A történet
|  | Alább a cselekmény részletei következnek! |

Röviddel a Star Trek : Khan haragjában történtek után a USS Enterprise, fedélzetén a USS Reliant legénységével elindul vissza a Földre. Kirk admirális értesül, hogy az idejétmúlt hajó napjai meg vannak számlálva, nem szándékoznak felújítani, hanem inkább leszerelik a flottából, s a legénységét áthelyezik. Eközben McCoy különösen kezd viselkedni, mintha igazából Spock lenne (még a hangszíne is megváltozik).
Mindeközben Kirk fia, David Marcus és Saavik hadnagy a USS Grissom nevű kutatóhajón tartózkodnak, és a Genesis bolygót tanulmányozzák, ami a második film végén keletkezett. Ők ketten lesugároznak a bolygó felszínére, hogy a terraformáció stádiumát tanulmányozzák. A bolygón töltött idő alatt felfedezik, hogy Spock teste újjászületett a Genesis effektus hatására, habár emlékei nincsenek, és egy gyermek testi és szellemi szintjén van. Marcus, Saavik unszolására elismeri, hogy instabil proto-anyagot alkalmazott a Genesis készülék építése közben, hogy így "áthidaljon néhány problémát. Enélkül ugyanis a Genesis folyamat évekbe tellett volna, vagy egyáltalán le sem játszódott volna.
Tudtukon kívül egy klingon parancsnok, Kruge is érdeklődik a Genesis iránt. Akárcsak Khan, ő is fegyverként használná a technológiát, ezért lopott információk segítségével eljut a Genesis bolygóhoz.
Spock apja, Sarek ellátogat a Földre, és Kirk segítségével felfedezi, hogy McCoy hordozza Spock katráját (lelkét), ám ahhoz, hogy békében nyugodhasson a Vulcanon a testére is szükség van. Ha nem cselekednek gyorsan McCoy meg is halhat. Megtagadva azon parancsot, mely szerint senki sem közelítheti meg a Genesis bolygót, Kirk összefog volt tisztjeivel, ellopja az Enterprise-t, hatástalanítja az őket üldöző USS Excelsiort és visszatér a távoli planétára, ami közben a megsemmisülés stádiumába lépett, köszönhetően a gyors fejlődésének.
Először Kruge éri el a Genesist, és taktikai tisztje elpusztítja a USS Grissomot. Ekkor megöli a tisztjét, mivel az túl gyorsan pusztította el a hajót, hiszen Kruge túszokat akart volna. Legénysége elfogja a bolygón tartózkodókat: Davidet, Saavikot, és a már tinédzser Spockot. Közben Kirkék is megérkeznek, de fogalmuk sincs arról, hogy a közelben lapul az álcázott klingon hajó.
Az Enterprise felfedezi az álcázott hajót és elsőként nyit tüzet a klingonokra, így megszűnik az álcázásuk, habár a harc során az Enterprise nem képes felvonni a pajzsát, így kiszolgáltatottá válik. Kruge felszólítja az Enterprise legénységét, hogy adják meg magukat, s hogy bizonyítsa elszántságát, utasítja egyik bolygón lévő tisztjét, hogy öljön meg valakit a túszok közül.
David megpróbálja megvédeni a kiszemelt Saavikot, ám eközben megölik. Kirk összeomlik fia halálhírének hallatára, de erőt vesz magán és tervet kovácsol.
Ahelyett, hogy megadnák magukat, Kirk, Scotty és Chekov beindítják az önmegsemmisítést, megölve ezzel Kruge legénységének nagy részét, kik közben átsugároztak az Enterprise-ra, hogy elfoglalják azt. Közben Kirkék lesugároztak a bolygó felszínére, és innen szemlélik, ahogy az Enterprise darabjai szétégnek a Genesis légkörében. Megtalálják Spockot és Savikot, és kiszabadítják őket.
Kruge, aki még mindig akarja a Genesis technológiát, lesugároz a bolygóra és kézi tusát vív Kirkkel. Az Enterprise kapitánya legyőzi Kruge-ot, és Spockkal (a többieket követve) felsugároz a klingon hajóra, amelyen már csak egy klingon, Maltz tartózkodik, így a hajót könnyen elfoglalják.
A csapat visszatér a Vulcanra, ahol is megkísérlik Spock testét egyesíteni a lelkével. A művelet sikerrel zárul, habár Spock emlékei csak lassan térnek vissza. A film utolsó jelenetében miközben Kirk Spockkal beszélget, Spock utolsó szavai így hangzanak: "Jim. A neve Jim".

## Az űrhajók szereplése
Az első, eredeti Enterprise (már felújított állapotban) ebben a filmben, mintegy "hősiesen" semmisül meg, ellenpontozásaként a dicstelen leszerelésnek, ami egyébként várt volna rá. Ugyanakkor két új csillaghajó is itt látható először: az Excelsior osztályú USS Excelsior és az Oberth osztályú USS Grissom, amik már a jövőt képviselik. Konkrétan az Enterprise és az Excelsior filmbéli rivalizálása is a régi és az új dolgok, technológiák konfliktusa.